# Anthropomorphismus
Anthropomorphismus (altgriechisch ἄνθρωπος ánthropos „Mensch“ und μορφή morphē „Form, Gestalt“) bedeutet das Zuschreiben menschlicher Eigenschaften gegenüber Tieren, Göttern, Naturgewalten und Ähnlichem (Vermenschlichung). Die menschlichen Eigenschaften werden dabei sowohl in der Gestalt als auch im Verhalten erkannt oder angenommen. Das Adjektiv anthropomorph (menschengestaltig) überschneidet sich mit den Adjektiven menschenähnlich und humanoid, wobei letzteres vor allem in der Robotik und Science-Fiction verwendet wird.
Ein Sonderfall des Anthropomorphismus ist die Personifikation. Mit ihr wird in Sprache oder Kunst einem an sich gestaltlosen Abstraktum (z. B. dem Konzept „Tod“ oder „Weisheit“) eine menschliche Gestalt gegeben. Der Personifikation verwandt ist die Prosopopöie, bei der einem Konkretum (z. B. einem Tier) eine sprechende Stimme gegeben wird.

## Anthropomorphismus in den Religionen

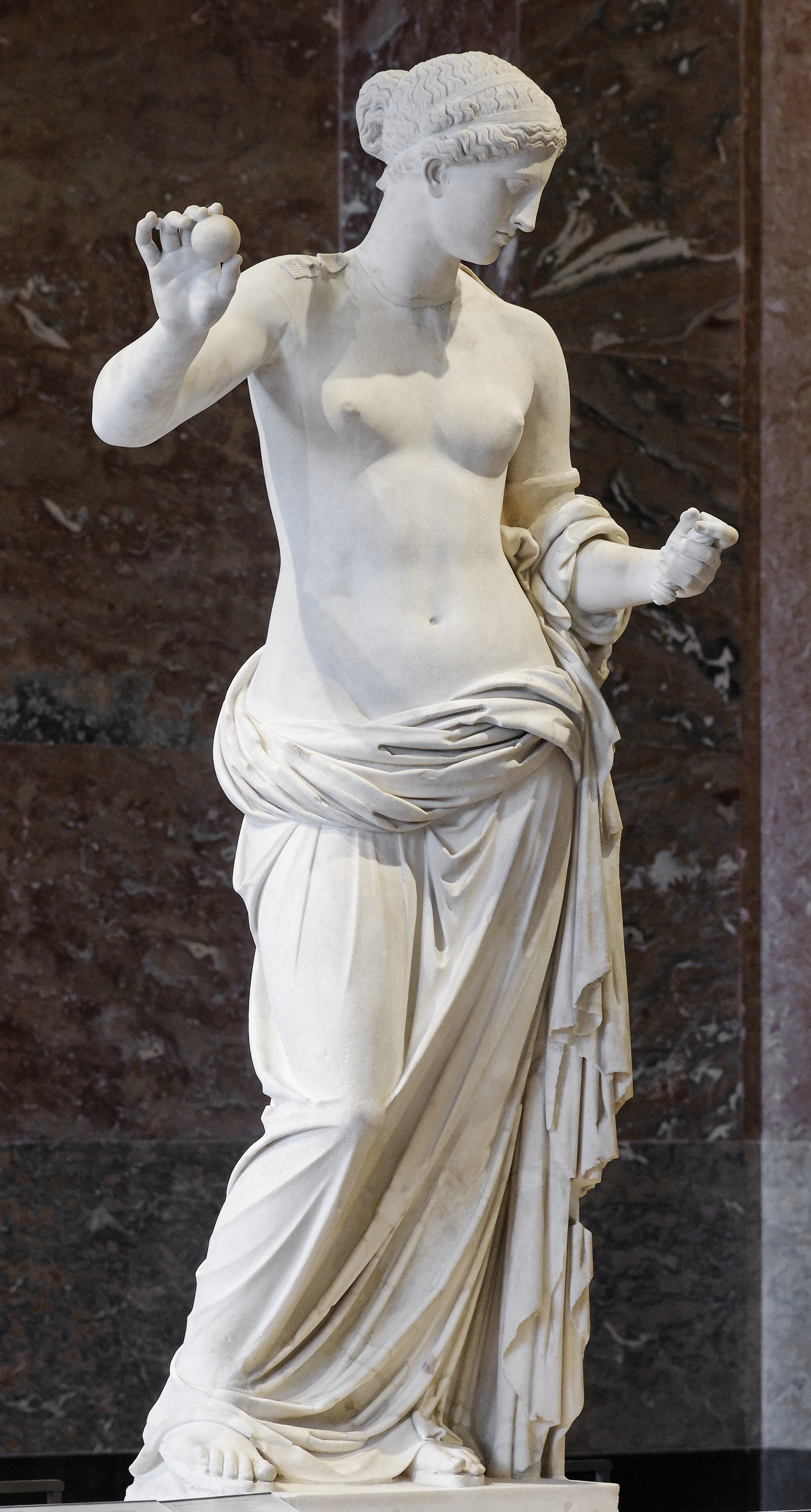
Anthropomorphe Venus-Darstellung (Venus von Arles, 1. Jh. v. Chr.)

Eine starke Ausprägung des Anthropomorphismus findet sich in den jüdischen, christlichen, hinduistischen, germanischen, griechischen, keltischen, shintoistischen japanischen, ägyptischen und römischen Religionen und Mythologien, in denen die Götter ausgesprochen menschliche Züge tragen, obwohl sie zum Teil auch die Fähigkeit besitzen, (in besonderen Situationen) eine zoomorphe Gestalt anzunehmen. Im Alten Testament werden Gott menschliche Eigenschaften und Gefühle zugeschrieben.

### Griechische Religion
Der antike Dichter Xenophanes bemerkt in einem Gedicht, dass Menschen ihre Götter je „nach ihrem eigenen Bilde“ erschaffen:
„Stumpfe Nasen und schwarz; so sind Äthiopias Götter,

Blauäugig aber und blond: so sehn ihre Götter die Thraker,

Aber die Rinder und Rosse und Löwen, hätten sie Hände,

Hände wie Menschen zum Zeichnen, zum Malen, ein Bildwerk zu formen,

Dann würden die Rosse die Götter gleich Rossen, die Rinder gleich Rindern

Malen, und deren Gestalten, die Formen der göttlichen Körper,

Nach ihrem eigenen Bilde erschaffen: ein jedes nach seinem.“
Allerdings war Anthropomorphismus auch in der Antike kein allgemeingültiges religiöses Phänomen. So gab es beispielsweise in der frühen römischen Religion im Unterschied zur griechischen keine Götter in menschlicher Gestalt. Hier wurde der abstraktere Begriff des Numen für das Wirken der als unnahbar wahrgenommenen Gottheiten geprägt.

### Positionen im Islam
In der mittelalterlichen islamischen Theologie war die Ähnlichkeit Gottes mit dem Menschen eine viel diskutierte Frage. Die beiden gegensätzlichen Extrempositionen wurden mit den arabischen Begriffen taschbīh („Verähnlichung, Anthropomorphismus“) und taʿtīl („Entleerung der Gottesidee von jeglichem mit menschlicher Begrifflichkeit beschreibbaren Inhalt“) bezeichnet. Die positiv bewertete Zwischenposition wurde tanzīh („Transzendentalismus“) genannt. Extrem anthropomorphistische Positionen wurden dem Koranexegeten Muqātil ibn Sulaimān sowie der ostiranischen theologischen Strömung der Karrāmīya nachgesagt, ein berüchtigter Vertreter des taʿṭīl war Dschahm ibn Safwān.
Anthropomorphistische Interpretationen Gottes stützten sich auf solche Aussagen im Koran, in denen von Körperteilen Gottes (Antlitz, Augen, Hand) die Rede ist, sowie die Aussage in Gen 1,27 , dass Adam „nach seiner (d. h. Gottes) Gestalt“ geschaffen ist, die den Muslimen über das Hadith vermittelt wurde. Das koranische Argument, das gegen jeglichen Anthropomorphismus sprach, war die Aussage in Sure 42:11: „Es gibt nichts, was ihm (nämlich Gott) gleich kommen würde“ (laisa ka-mithli-hī šaiʾ). Mit Verweis darauf interpretierten Vertreter transzendentalistischer Positionen, so zum Beispiel die Muʿtaziliten, die koranischen Aussagen über die Körperteile Gottes als Metaphern. Die Ashāb al-hadīth, zu denen auch die frühen Hanbaliten gehörten, setzten dem die Formel bi-lā kaif („ohne wie“) entgegen, sie verlangten also, dass man die Aussagen über Körperteile in Koran und Hadith unhinterfragt hinnehmen sollte.

## Anthropomorphismus in der (Alltags-)Tierpsychologie
Als Anthropomorphismus wird auch die Interpretation tierischen Verhaltens „mit typisch menschlichen Deutungen, wodurch das Tier als primitiver Mensch gesehen wird“ verstanden. Zum Beispiel wird das „Lachen“ von Schimpansen als Lachen und nicht als Drohgebärde verstanden.

## Anthropomorphismus in künstlerischen Darstellungen

### Anthropomorphe Geistwesen

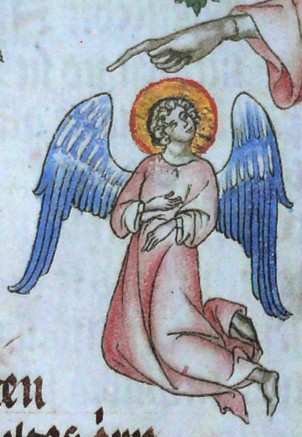
Engelsdarstellung

Auch die in vielen Kulturen bekannten Geistwesen haben in der Überlieferung, Literatur und Kunst oft menschenähnliche Gestalt, z. B. Engel, Dämonen, Naturgeister oder Gespenster. Besonders die aus antiken Vorstellungen stammenden Geistwesen werden häufig mit Körperteilen von Tieren, wie Flügeln, Hörnern, Hufen oder Schwänzen dargestellt, besitzen aber ansonsten Menschengestalt und menschliche Fähigkeiten wie die der Sprache.

### Anthropomorphe Tierfiguren

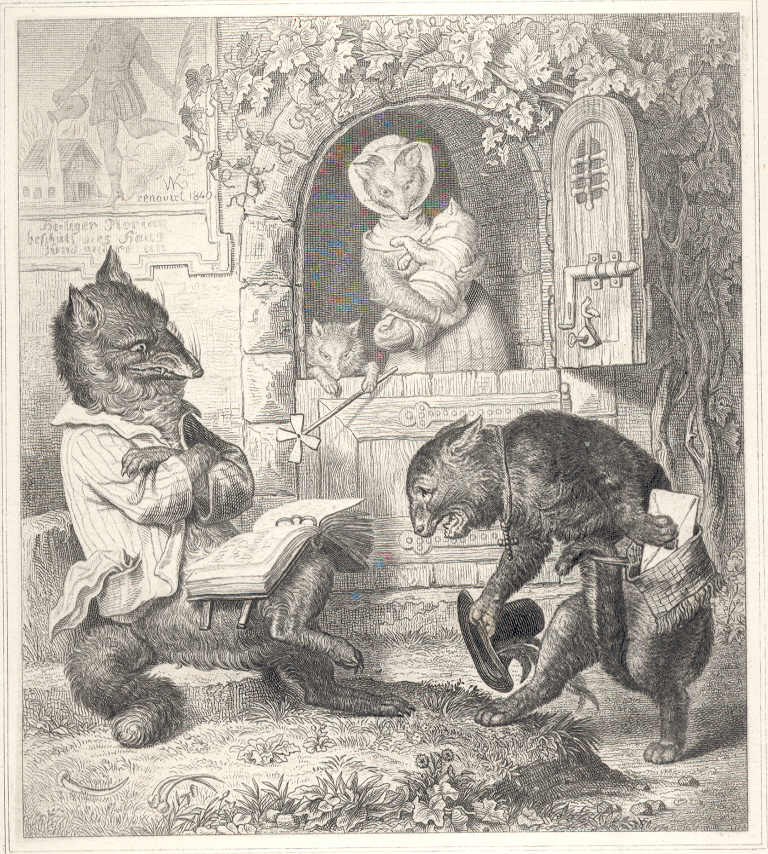
Reineke Fuchs (Illustration von Wilhelm von Kaulbach, 1846)

Der Anthropomorphismus ist auch ein häufiges Stilmittel in der Literatur. Besonders beliebt ist er in Kinderbüchern, wo meist Tiere anthropomorph dargestellt werden, indem sie menschliche Verhaltensweisen annehmen oder menschenähnliche Schicksale erleiden, wie in dem Grimmschen Märchen Die Bremer Stadtmusikanten.
Reale oder fiktive Tiere, die wie Menschen agieren, haben eine lange Tradition in Kunst und Literatur. Sie werden oft benutzt, um stereotype Charaktere darzustellen, damit der Betrachter oder Leser ihren Charakter einfach erfassen und reflektieren kann. Beispiele sind Aesops Fabeln, Alan Dean Fosters Spellsinger (deutsch Bannsänger) und George Orwells Farm der Tiere.
Viele der beliebtesten Figuren im Kinderfernsehen sind anthropomorphe Tiere, wie Der kleine Eisbär von Hans de Beer, Käpt’n Blaubär, Micky Maus, Kermit der Frosch, Bugs Bunny oder Donald Duck. Ebenfalls anthropomorphe Tiere sind die Hauptfiguren aus Brian Jacques’ Redwall-Reihe. Außer Cartoons bedient sich auch eine Anzahl Sitcoms des Anthropomorphismus (zum Beispiel Die Dinos).
Im Comic tauchen anthropomorphe Figuren oft im Bereich der leichten und vornehmlich an Kinder gerichteten Unterhaltung auf. Das Stilmittel findet sich jedoch ebenso bei Erwachsenen-Comics wie Fritz the Cat und auch bei ernsten Themen, wie beispielsweise in Art Spiegelmans Maus – Die Geschichte eines Überlebenden, Alfred J. Kwak von Herman van Veen oder Canardo von Benoît Sokal.
In den letzten Jahren ist um den tierischen Anthropomorphismus eine Subkultur, oft Furry genannt, gewachsen. Ihre Mitglieder (engl. furries) zeigen Interesse an anthropomorphisierten Tieren, „anthros“ oder „morphs“ genannt. Das Gegenstück in der japanischen Kunst sind die Kemono.

### Anthropomorphe Landschaften

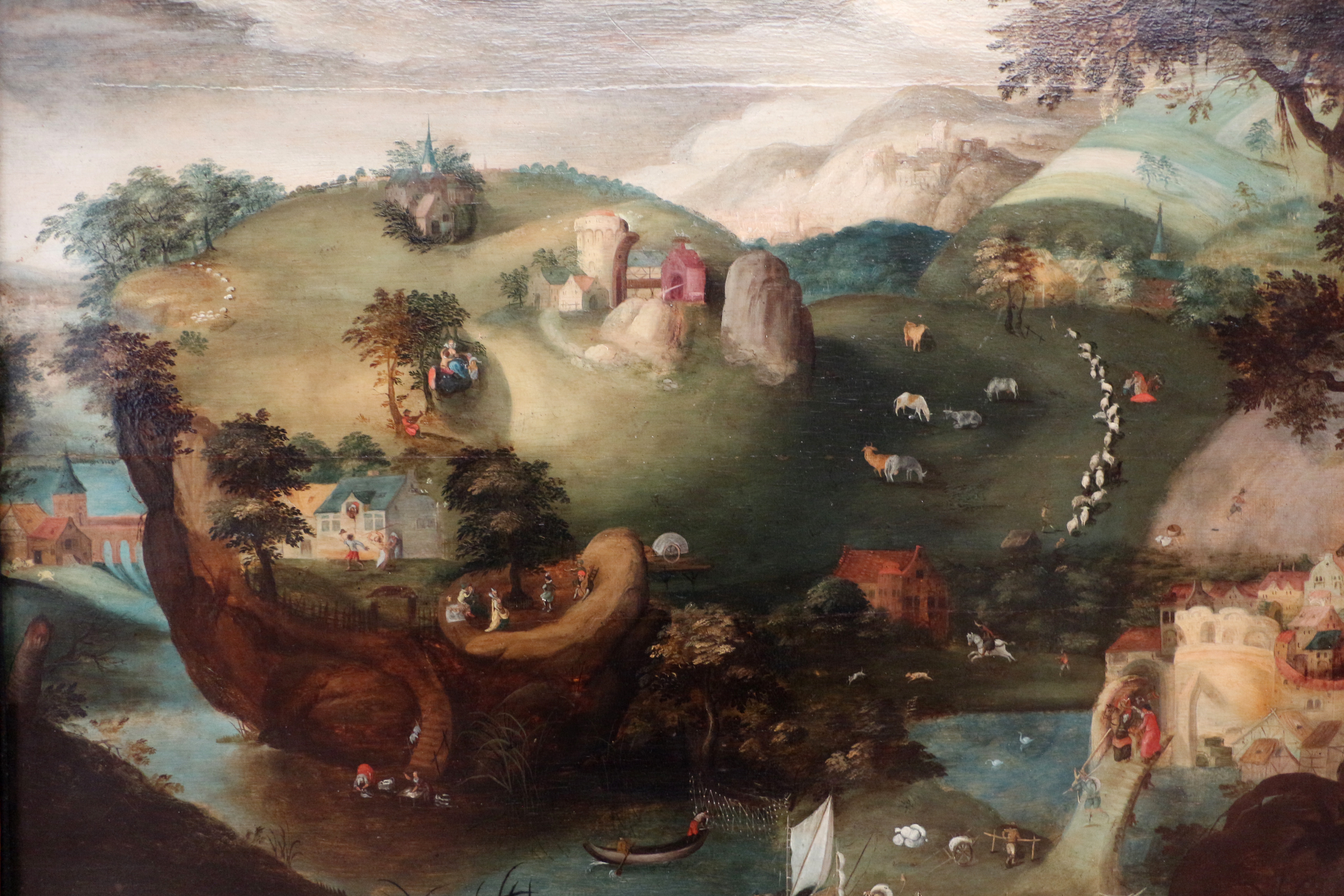
Anthropomorphe Landschaft, 2. Hälfte des 16. Jahrhunderts

Vor allem im 16. und 17. Jahrhundert waren anthropomorphe Landschaften ein beliebtes Sujet der bildenden Kunst. Dabei setzen sich die verschiedenen Bestandteile der dargestellten Landschaft zu einer menschlichen Gestalt oder oft auch nur einem Kopf zusammen. Entsprechende Werke sind etwa von Joos de Momper, Matthäus Merian dem Jüngeren, Herman Saftleven und Wenzel Hollar bekannt.

### Anthropomorphismus in der Architektur
Die Anschauung, dass Gebäude anthropomorph aufzufassen sind und dass dem menschlichen Körper ein geometrischer Bezug zu eigen ist, findet sich in der antiken Architekturtheorie bei Vitruv (De architectura libri decem), worin dieser die Auffassung vertrat, dass sich aus dem menschlichen Körper etwa die Figuren des Kreises (homo ad circulum) und Quadrats (homo ad quadratum) gewinnen ließen (→ vitruvianischer Mensch). Seitens Vitruvs war diese Anschauung in Bezug auf den Entwurf von Gebäuden abstrakt und metaphorisch gemeint, das heißt, er verlangte nicht, dass Gebäude insgesamt dem menschlichen Körper nachzubilden seien. Den Begriff symmetria bezog er allerdings auf Maßeinheiten, die er vom menschlichen Körper ableitete und etwa als Modul bzw. Maßsystem auf die architektonische Proportion von Bauteilen, etwa den Durchmesser einer Säule, und von Baukörpern, etwa einen Tempel, anwandte (Anthropometrie).
In dieser Tradition zieht sich ein Anthropomorphismus durch große Teile der Architekturgeschichte, jedoch mit sinkender Bedeutung. Die französische Architekturtheorie des 17. Jahrhunderts begann damit, das Vitruv’sche Proportionssystem ausdrücklich in Frage zu stellen. Claude Perrault nutzte im Rahmen seiner Vitruvübersetzungen (ab 1674) seinen Kommentar dazu, eigene Ansichten der Schönheit und richtigen Proportion zu propagieren und eine „französische Säulenordnung“ vorzustellen. Durch die Einführung des metrischen Systems (ab 1793) büßte ein am menschlichen Körper orientiertes Proportionssystem weiter an Bedeutung ein. Einen Versuch der Wiederbelebung stellt das im 20. Jahrhundert entstandene Proportionssystem Modulor von Le Corbusier dar.

### Anthropomorphe Maschinen

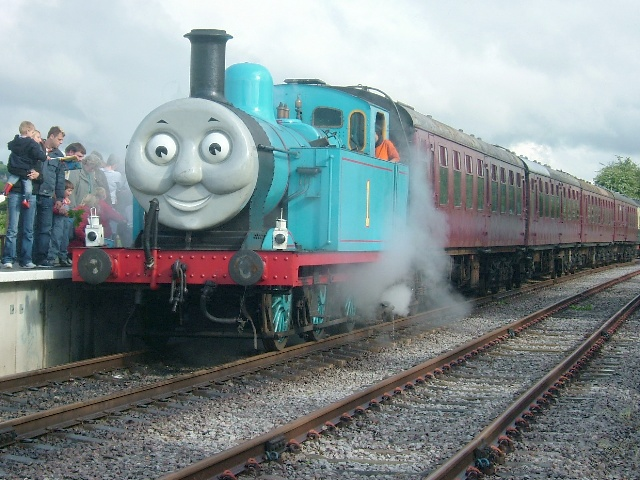
Dampflokomotive Thomas

Viele Menschen schreiben noch heute unbelebten Objekten (etwa Fahrzeugen oder Maschinen) menschliche Eigenschaften zu, wobei dies vor allem aus traditionellen Gründen (wie bei der Schiffstaufe), unbewusst oder scherzhaft geschieht. Bekannte Beispiele sind, dem eigenen Auto einen Namen zu geben oder mit einer Maschine zu reden, damit sie läuft. Diese Praxis wurde auch in der Fiktion aufgegriffen und weitergesponnen. Beispiele hierfür sind der VW Käfer Herbie in mehreren Filmen (ab 1968) oder der Sportwagen K.I.T.T. in der Fernsehserie Knight Rider (1982 bis 1986). Während diese fiktiven Fahrzeuge zwar nicht äußerlich, aber von ihrem Verhalten her menschenähnlich sind, werden speziell in Trickfilmen Maschinen manchmal auch optisch vermenschlicht, etwa in Cars (2006) und Planes (2013) nebst Fortsetzungen oder in der Kinder-Fernsehserie Bob der Baumeister.
Auch beim Design realer Automobile spielt die Ähnlichkeit mit der menschlichen Physiognomie eine Rolle. Der Anblick von PKW-Frontpartien wird im Gehirn ähnlich wie der von menschlichen Gesichtern verarbeitet, weshalb beim Design von Autos Scheinwerfer oder Kühlergrill gezielt so gestaltet werden, dass mit unterschiedlichen Modellen bestimmte menschliche Mimiken, Emotionen oder Charaktereigenschaften assoziiert werden. Der Spezialfall der anthropomorphen Maschine ist der humanoide Roboter.

### Allgemein
- Harminus Martinus Kuitert: Gott in Menschengestalt: Eine dogmatisch-hermeneutische Studie über die Anthropomorphismen der Bibel (= Beiträge zur evangelischen Theologie. Band 45). Chr. Kaiser Verlag, München, 1967. DNB 457317310.
- Bruno Roy: La belle et / est la bête. Aspects du bestiaire féminin au moyen âge. In Renate Baader (Hrsg.): Das Frauenbild im literarischen Frankreich. Vom Mittelalter bis zur Gegenwart (= Wege der Forschung. Babd 611), Wissenschaftliche Buchgesellschaft, Darmstadt 1988, ISBN 3-534-08616-3, ISSN 0509-9609, S. 38–51 (französisch).
- Daniel Hermsdorf: Filmbild und Körperwelt. Anthropomorphismus in Naturphilosophie, Ästhetik und Medientheorie der Moderne. Königshausen & Neumann, Würzburg 2011, ISBN 978-3-8260-4462-5. Verlagsinfo
- Ralf Becker: Der menschliche Standpunkt: Perspektiven und Formationen des Anthropomorphismus. Vittorio Klostermann, Frankfurt am Main 2013, ISBN 978-3-465-03715-6.

### Islam
- Ibn-Ibrāhīm ar-Rassī al-Qāsim: Anthropomorphism and interpretation of the Qurʾān in the theology of al-Qāsim Ibn Ibrāhīm. Übersetzt und mit Anmerkungen versehen von Binyamin Abrahamov. Brill, Leiden, 1996, ISBN 90-04-10408-9 (englisch).
- Josef van Ess: Theologie und Gesellschaft im 2. und 3. Jahrhundert der Hidschra. Eine Geschichte des religiösen Denkens im frühen Islam, Band 4. De Gruyter, Berlin, 1997, ISBN 978-3-11-014835-0, S. 373–424.
- Daniel Gimaret: Dieu à l’image de l’homme: les anthropomorphismes de la sunna et leur interprétation par les théologiens (= Patrimoines. Islam). Les Édition du Cerf, Paris 1997, ISBN 2-204-05636-7, ISSN 0767-0087 (französisch).
- Ibn-al-Ǧauzī, Yūsuf Ibn-ʿAbd-ar-Raḥmān, Merlin L. Swartz: A medieval critique of anthropomorphism: Ibn al-Jawzī's Kitāb Akhbār aṣ-ṣifāt; a critical edition of the Arabic text with translation, introduction and notes (= Islamic philosophy, theology and science, 46). Brill, Leiden 2002, ISBN 90-04-12376-8 (arabisch/englisch).